# Kordräkt

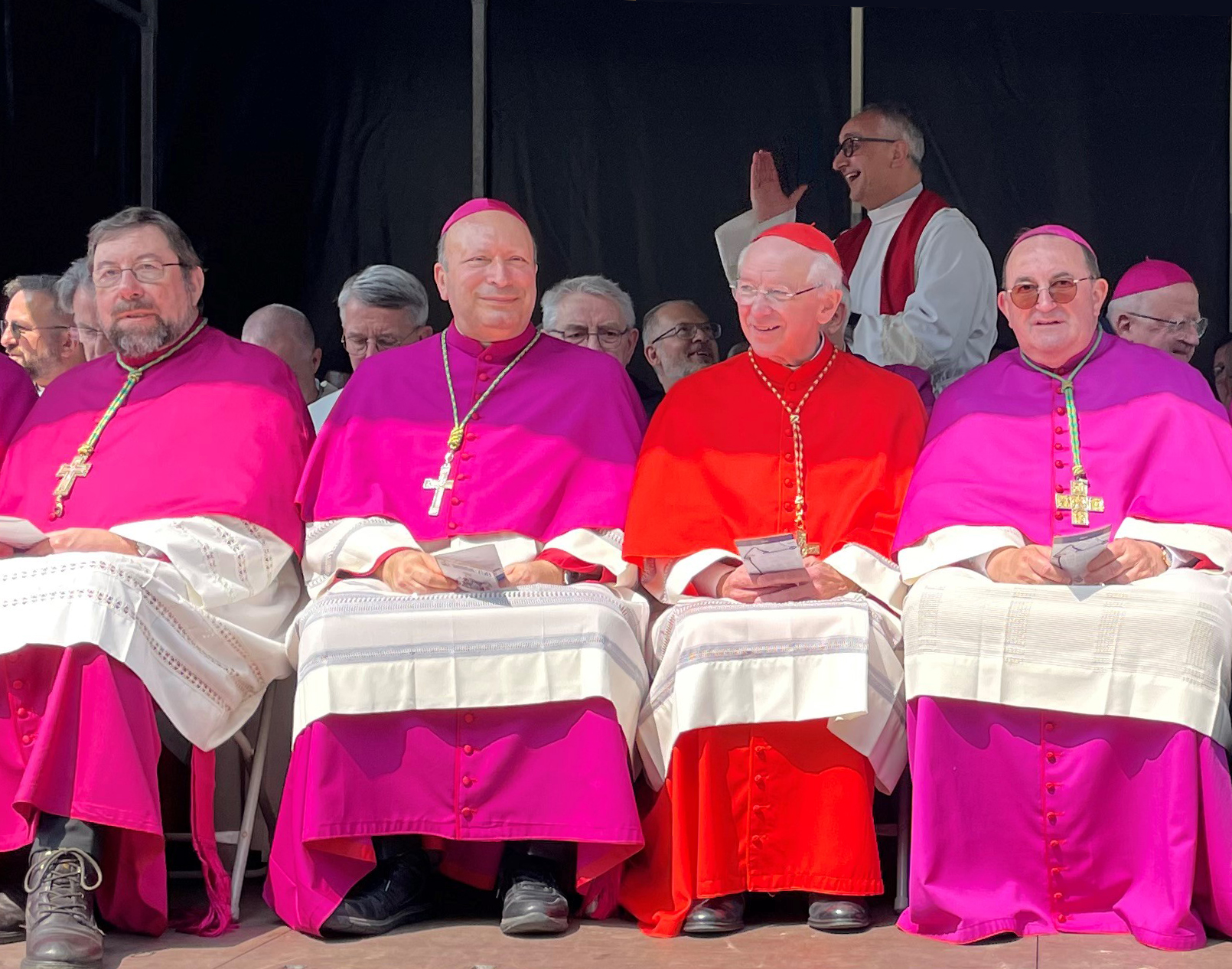
Kardinal Jozef De Kesel och tre biskopar i kordräkt, Belgien.

Kordräkt är en liturgisk klädsel som präster bär under de kyrkliga handlingarna, det vill säga under gudstjänster där inte nattvarden firas, till exempel dop, vigsel och begravning. Begreppet används främst inom den katolska kyrkan.